# Stazione di Vicchio
La stazione di Vicchio è una stazione ferroviaria a servizio del comune di Vicchio della città metropolitana di Firenze.
La gestione degli impianti è affidata a Rete Ferroviaria Italiana (RFI) controllata del gruppo Ferrovie dello Stato.

## Caratteristiche
Lo scalo ferroviario ha due binari. Il binario 1 è usato per le precedenze mentre il binario 2 è di corsa; la linea a cui appartiene la stazione è a binario unico e non elettrificata.
Le due banchine non sono collegate da sottopassaggio.
All'interno del fabbricato viaggiatori è presente una sala di attesa con alcune panchine in legno. Nell'atrio biglietteria, è presente una biglietteria self-service sorvegliata da telecamere per prevenire e reprimere furti e atti vandalici. È inoltre installato un monitor per visualizzare le partenze arrivi ed eventuali ritardi o cambio binario dei treni. È da tempo chiusa, invece, la biglietteria a sportello. 

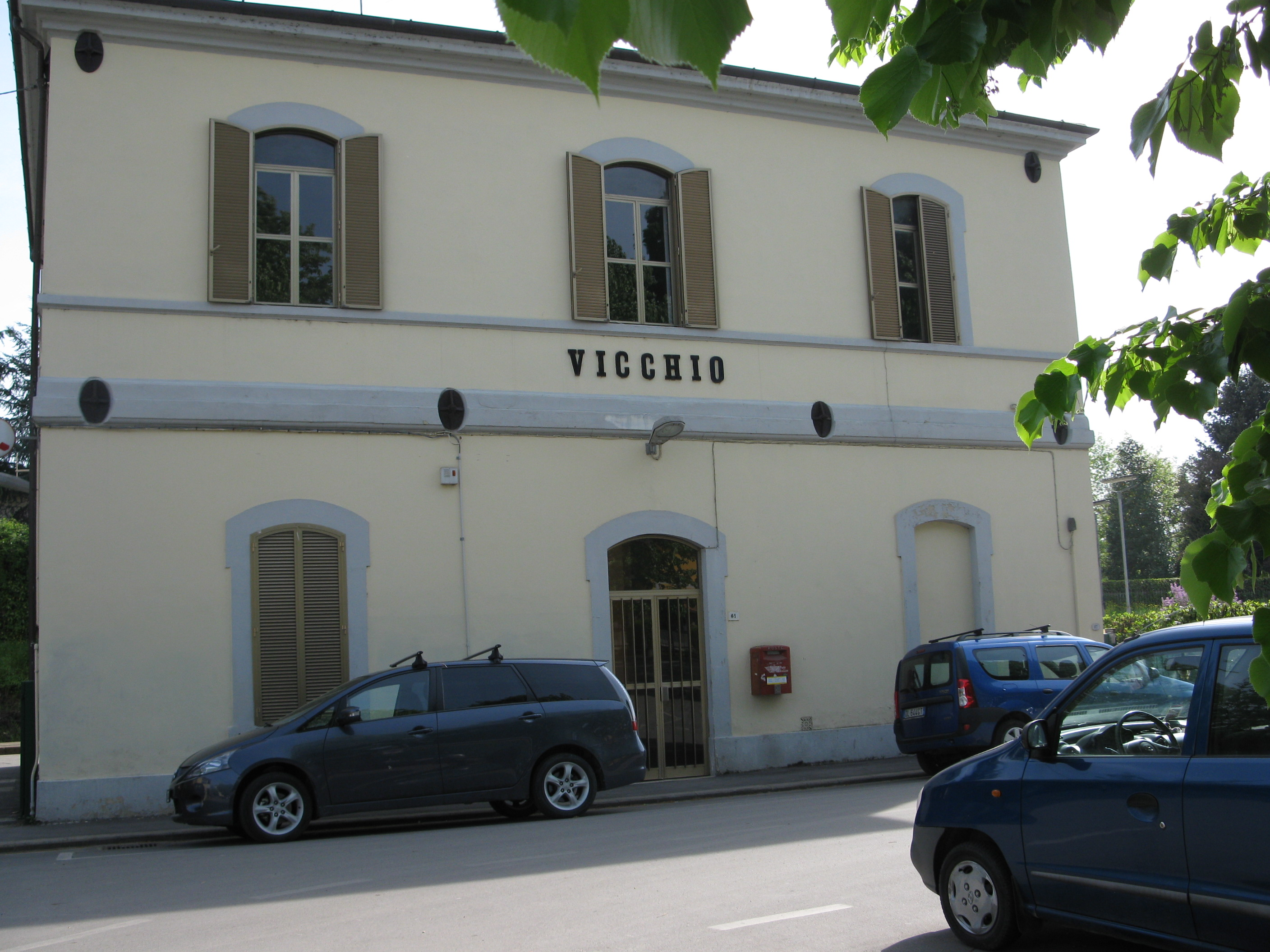
Fronte fabbricato viaggiatori

Vicino al fabbricato viaggiatori è presente un piccolo fabbricato dove un tempo erano collocati i servizi igienici. Presso questo piccolo fabbricato sono presenti alcune panchine e il giardinetto della stazione.
All'estremità del primo binario (lato Borgo San Lorenzo) si trova l'ex scalo merci che da tempo non è più in funzione. Rimangono ancora i binari sotto il piano caricatore mentre magazzino merci usato come deposito.

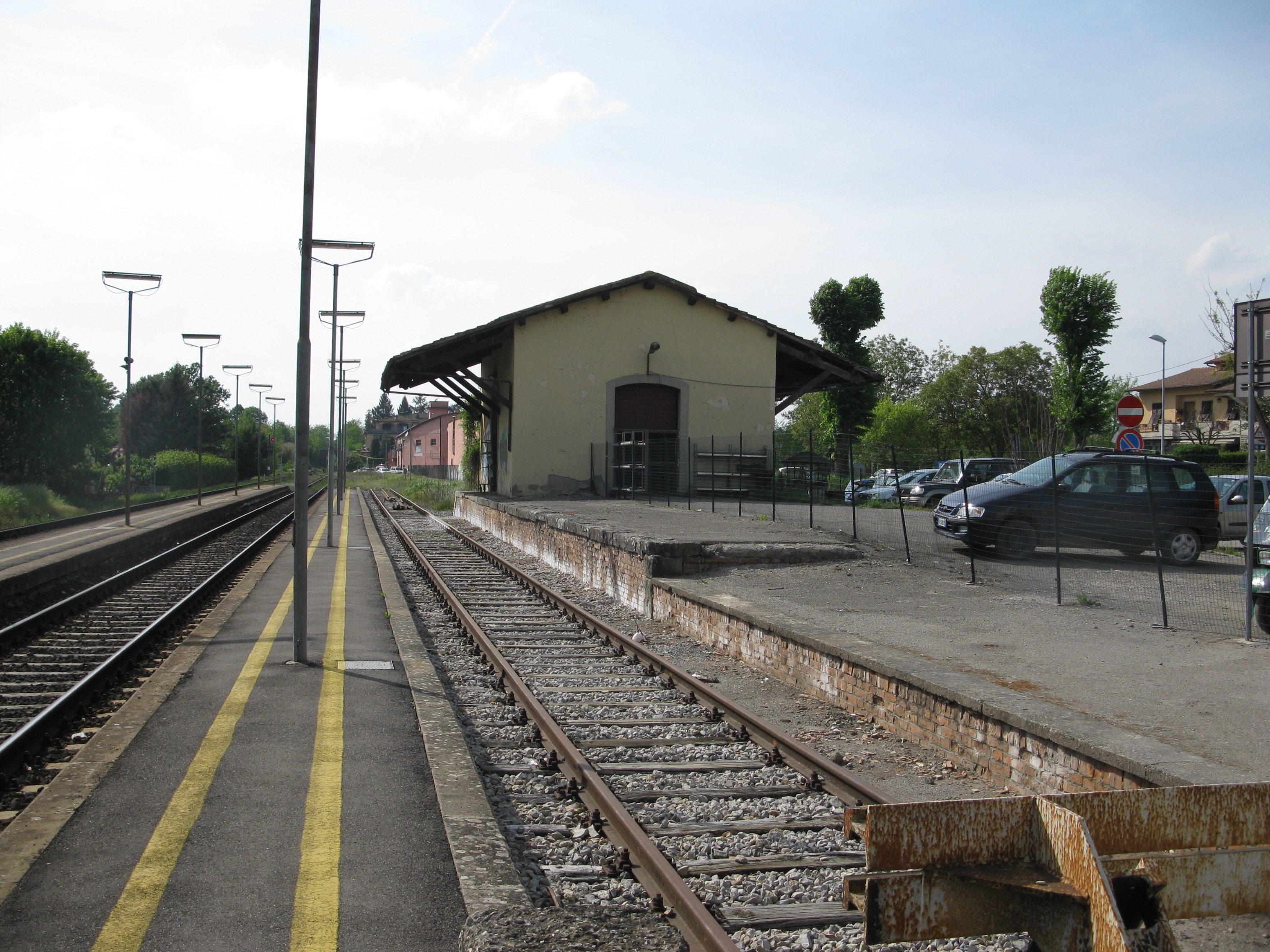
Ex scalo merci

Il servizio viaggiatori è effettuato esclusivamente da Trenitalia controllata del gruppo Ferrovie dello Stato. Sulla linea in cui si trova la stazione, Trenitalia, grazie al finanziamento della Regione Toscana, ha avviato il servizio Memorario che permette una frequenza maggiore dei treni ed orari cadenzati facili da ricordare.
Secondo i dati della Direzione Trasporto Regionale di Trenitalia del 2007 il numero di persone che frequenta la stazione è di 475 unità.

## Servizi
- Fermata Autolinee Toscane (bivio con la statale)
- Biglietteria self-service
- Parcheggio di scambio.
- Sala di attesa

## Interscambio
Nel piazzale antistante il fabbricato viaggiatori è presente una fermata autobus presso la fermata al bivio con la statale. Il servizio è operato da Autolinee Toscane
Nella zona dello scalo merci è presente un parcheggio per auto private.